# Deramas bidotata
Deramas bidotata är en fjärilsart som beskrevs av Hans Fruhstorfer 1914. Deramas bidotata ingår i släktet Deramas och familjen juvelvingar. Inga underarter finns listade i Catalogue of Life.